# Tiffany Evans
Tiffany Evans (South Bronx, El Bronx, Nueva York, 4 de agosto de 1992) es una cantante, compositora y actriz estadounidense. Evans saltó a la fama en 2003 como concursante de Star Search (presentado por Arsenio Hall), y se convirtió en la primera concursante en la historia de Star Search en obtener una puntuación perfecta en todas sus actuaciones. Tras la victoria de Evans, firmó un contrato discográfico con Columbia Records ese mismo año. Su álbum debut homónimo fue lanzado en 2008, e incluyó los sencillos "Promise Ring" con Ciara y "I'm Grown" con Bow Wow.

## Biografía y carrera

### 1992-2006: Primeros años y EPde Tiffany Evans
Evans nació en el Bronx de la ciudad de Nueva York. Tuvo su primera oportunidad en Showtime at the Apollo a la edad de 9 años. En febrero de 2003, en su aparición en Star Search, Evans ganó el título de Gran Campeona en la división de cantante junior, convirtiéndose en la única intérprete en la historia de Star Search en recibir cinco puntajes perfectos en todas sus apariciones. En la competencia, Evans compitió contra sus compañeros cantantes Lisa Tucker, David Archuleta y Tori Kelly, quienes luego aparecieron en American Idol. Evans protagonizó un episodio de Law & Order: SVU, interpretando a la hija del actor Blair Underwood. Ese mismo año, cantó para los ejecutivos de Columbia Records y le ofrecieron un contrato de grabación a los 10 años. Con su carrera musical ya en ascenso, consiguió un pequeño papel en The District de CBS. En 2005, Evans hizo su debut cinematográfico en Diary of a Mad Black Woman de Tyler Perry, como la hija de Brian Simmons, interpretada por el propio Perry. También contribuyó a la banda sonora de la película "Father, Can You Hear Me", con Cheryl Pepsii Riley, Tamela Mann, Terrell Carter y Anya Washington.
Después de firmar con Columbia Records, su primer sencillo "Let Me Be Your Angel", una versión de la canción de Stacy Lattisaw fue lanzado en 2004 con un video musical. La canción fue un éxito menor de R&B y alcanzó el puesto número 95 en la lista Billboard Hot 100. Poco después, se lanzó su EP debut homónimo, que incluía ocho canciones (todas covers) y un DVD extra. Se lanzó digitalmente un sencillo adicional, "The Christmas Song", así como su interpretación de "The Star-Spangled Banner". El álbum pronto se volvió escaso, ya que estuvo disponible por tiempo limitado en minoristas en línea, así como en la tienda de ropa Limited Too. Comenzó a trabajar en un nuevo álbum, con un par de sencillos digitales lanzados ("Thinkin' About" de 2005 y "Who I Am" de 2006).

### 2007-2011:Tiffany Evans, matrimonio y salida de Columbia Records
El 29 de mayo de 2007, Evans lanzó "Promise Ring", con la cantante de R&B ganadora del Grammy Ciara, como sencillo principal de su álbum debut homónimo. La canción fue producida por Mr. Collipark, y alcanzó el puesto número 1 en la lista Bubbling Under Hot 100 de Billboard de Estados Unidos. También se ubicó en el puesto n.° 66 en la lista Billboard Hot R&B/Hip-Hop Songs de Estados Unidos. El segundo sencillo de Evans, "I'm Grown" con Bow Wow, fue lanzado el 22 de enero de 2008. El álbum debut de Evans, Tiffany Evans, fue lanzado el 22 de abril de 2008 a través de Columbia Records. Evans trabajó con varios productores musicales destacados, entre ellos Rodney Jerkins, Soulshock & Karlin, The Clutch, Mr. Collipark y RedOne.

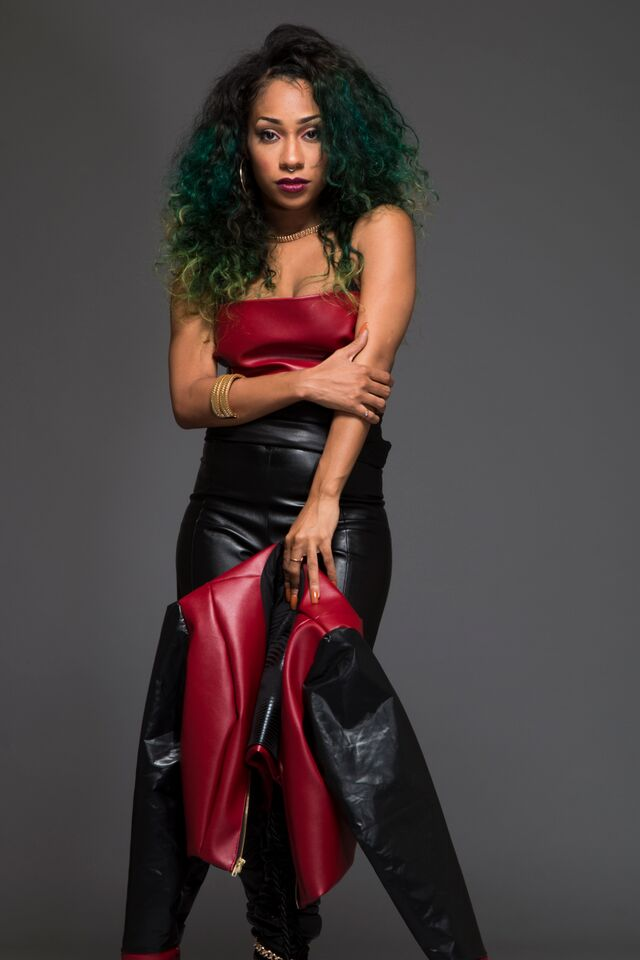
Tiffany Evans en 2015

No mucho después del lanzamiento de su álbum debut, Evans comenzó a trabajar en su segundo álbum. Después de firmar un contrato con Mathew Knowles de Music World Entertainment, Evans lanzó "I'll Be There" el 18 de octubre de 2010, como el sencillo principal de su segundo álbum titulado Perfect Imperfection. El video musical oficial de la canción se estrenó en 106 & Park de BET el 18 de enero de 2011 como el "New Joint of the Day". Desafortunadamente, la promoción del álbum cesó después de que Evans anunció el 29 de marzo de 2011 su salida de Music World Entertainment y Columbia Records. Después de su salida, Evans fundó su propia empresa llamada Little Lady Enterprises, que funcionó como su sello independiente. El 1 de octubre de 2011, Tiffany Evans lanzó un sencillo titulado "Won't Find Me", para darles a los fanáticos una idea de la música que iba a realizar mientras hacía todo de forma independiente. El single fue seguido también por un vídeo.

### 2012-2015: Maternidad,143yAll Me
El 8 de junio de 2012, Evans anunció en una entrevista con Essence.com, que había estado casada durante un año y nueve meses y que estaba esperando un hijo con su esposo, Lorenzo Henderson. Evans y su esposo dieron la bienvenida a su pequeña niña, Adalia Henderson, el 25 de septiembre de 2012. Junto con la noticia de su matrimonio y embarazo, Evans también lanzó su primer sencillo "If You Love Me", una balada R&B, de su mixtape 143. El mixtape fue lanzado el 12 de febrero de 2013.
El 4 de noviembre de 2014, Evans lanzó "Baby Don't Go" como un sencillo de gran aceptación mientras trabajaba en su nuevo EP. El video musical, coprotagonizado por el actor Columbus Short, se lanzó el 16 de enero de 2015. La canción apareció en un episodio de Love & Hip Hop: New York. Evans lanzó su empresa de gafas Eye Hunee en diciembre de 2014. El 13 de abril de 2015 se lanzó un nuevo sencillo "Red Wine" a través de Live Love. El 22 de junio, Evans lanzó "On Sight" con Fetty Wap como el primer sencillo de su EP All Me . La canción fue coescrita por Evans y Rahim "GoToWrites" Roberts. All Me estaba programado para lanzarse en el otoño de 2015 a través del sello de Evans, Live Love Entertainment.

### 2020-presente: Jawan x Tiffany
En el verano de 2020, Evans formó un dúo de R&B con Jawan Harris llamado Jawan x Tiffany. El 23 de octubre de 2020 lanzaron su primer sencillo "Finally". En una entrevista con Rated R&B, Evans compartió la inspiración detrás de la canción. “Se basó en la idea del amor y en dónde estábamos en nuestra relación cuando nos conocimos”, explicó. En febrero de 2021, se estrenó un vídeo musical dirigido por Sean Bankhead.

## Discografía
- Tiffany Evans (2008)

## Filmografía
| Año  | Título                     | Papel           | Notas |
| ---- | -------------------------- | --------------- | ----- |
| 2005 | Diary of a Mad Black Woman | Tiffany Simmons |       |
| 2005 | Tarzan II                  | Voz             | Voz   |

| Año  | Título                            | Papel                   | Notas |
| ---- | --------------------------------- | ----------------------- | ----- |
| 2007 | The District                      | Cantante en una iglesia |       |
| 2007 | Law & Order: Special Victims Unit | Tessa Senate            |       |
| 2017 | The Quad                          | Nail Tech               |       |

## Tours
- Screamfest '07 (2007)
- Budweiser Superfest Tour (2010)[14]